# 640 Brambilla
Brambilla (asteróide 640) é um asteróide da cintura principal com um diâmetro de 80,79 quilómetros, a 2,9010598 UA. Possui uma excentricidade de 0,0812314 e um período orbital de 2 049,38 dias (5,61 anos).
Brambilla tem uma velocidade orbital média de 16,76167742 km/s e uma inclinação de 13,38926º.
Esse asteróide foi descoberto em 29 de Agosto de 1907 por August Kopff.